# 오스트로웽카

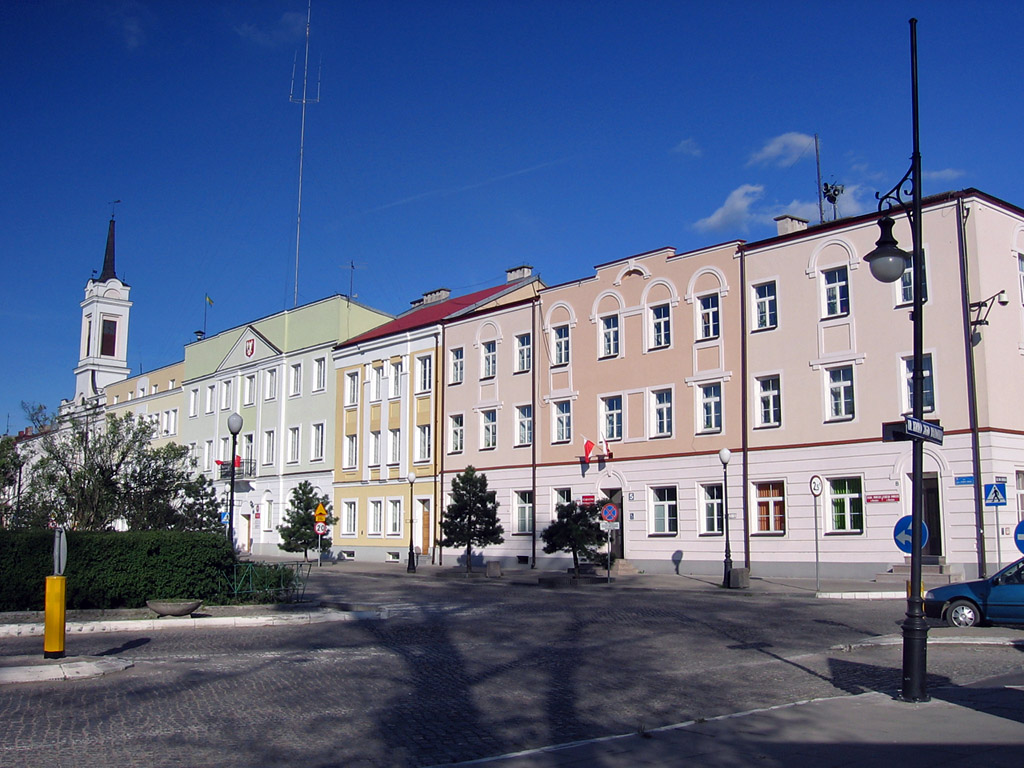
오스트로웽카 시청

오스트로웽카(폴란드어: Ostrołęka)는 폴란드 북동부 마조프셰주에 위치한 도시로, 면적은 29km2, 인구는 53,982명(2008년 기준), 인구 밀도는 1,900명/km2이다. 나레프강과 접하며 1998년 행정 구역 개편 이전까지 오스트로웽카 주의 주도였던 곳이다.

시기
시 문장

## 사진

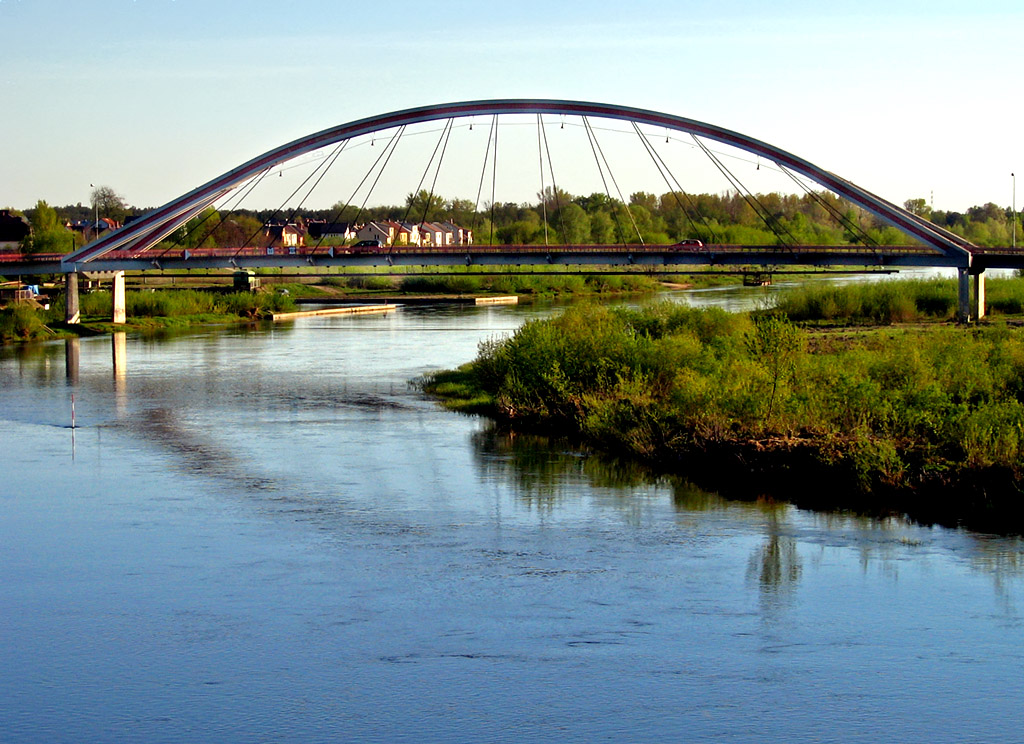
오스트로웽카 다리
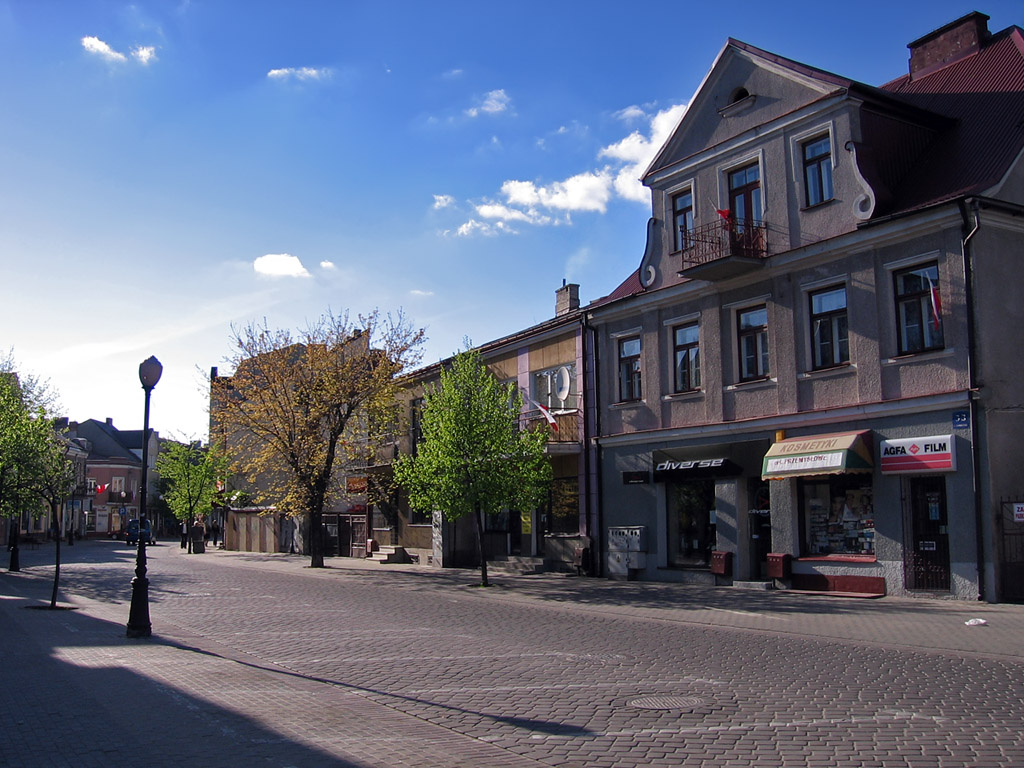
오스트로웽카 거리